# Бодеи, Ремо
Ремо Бодеи (итал. Remo Bodei, 3 августа 1938, Кальяри — 7 ноября 2019) — итальянский философ

.

## Биография
Учился в Пизанском университете, а также в университетах Германии (Тюбинген, Фрайбург, Гейдельберг, Бохум). Слушал лекции Эрнста Блоха, Эйгена Финка, Карла Лёвита.

## Философские интересы
Моральная и политическая философия, история философии, философия литературы. Книги Бодеи переведены на английский, немецкий, французский, испанский и др. языки.

## Педагогическая деятельность
Читал философию в различных университетах мира (Кембридж, Оттава, Торонто, Нью-Йорк, Жирона и др.). Преподавал в Калифорнийском университете, Пизанском университете и Высшей Нормальной школе Пизы. Переводил и издавал сочинения Гегеля, Гёльдерлина, Розенцвейга, Адорно, Кракауэра, Блюменберга, Фуко, Тодорова.

## Труды
- Sistema ed epoca in Hegel (1975)
- Hegel e Weber. Egemonia e legittimazione (1977, в соавторстве с Франко Кассано)
- Multiversum. Tempo e storia in Ernst Bloch (1979, переизд. 1983)
- Scomposizioni. Forme dell’individuo moderno (1987)
- Hölderlin: la filosofia y lo trágico (Мадрид, 1990)
- Ordo amoris. Conflitti terreni e felicità celeste (1991, переизд. 2005)
- Geometria delle passioni. Paura, speranza e felicità: filosofia e uso politico (1991, переизд. 2003)
- Le prix de la liberté (Париж, 1995)
- Le forme del bello (1995)
- La filosofia nel Novecento (1997)
- Se la storia ha un senso (1997)
- La politica e la felicità (1997, в соавторстве с Л. Ф. Пиццолатто).
- Il noi diviso. Ethos e idee dell’Italia repubblicana (1998)
- Le logiche del delirio. Ragione, affetti, follia (2000)
- I senza Dio. Figure e momenti dell’ateismo (2001)
- Il dottor Freud e i nervi dell’anima. Filosofia e società a un secolo dalla nascita della psicoanalisi (2001)
- Destini personali. L’età della colonizzazione delle coscienze (2002)
- Una scintilla di fuoco. Invito alla filosofia (2005)
- Piramidi di tempo. Storie e teoria del déjà vu (2006)
- Paesaggi sublimi. Gli uomini davanti alla natura selvaggia (2008)
- Il sapere della follia (2008)
- La vita delle cose (2009)
- Ira. La passione furente (2011)